# Physalis infinemundi
Physalis infinemundi је изумрла врста из рода Physalis (која укључује перуанску јагоду, томатиљо  и физалис) позната по два фосилизована воћа пронађена у формацији Лагуна дел Хунко у провинцији Чубут, Аргентина, који датирају из еоцена, а стари су 52 милиона година. Име врсте потиче од "in fine mundi", а значи "на крају земље", што се односи на чињеницу да је расла на крајњем југу. Фосил је био знатно старији од доба диверзификације које су предвиделе претходне студије молекуларног сата Solanaceae, које су процениле да је породица као целина настала пре око 30 милиона година. Фосили су веома слични модерним врстама Physalis, са 5 различитих режњева. Сматра се да је окружење у време таложења била прашума.

## Фосил
Пронађен у Патагонији, радиометријско датирање фосила је показало старост од 52 милиона година. Ово је 12 милиона година старије од процена заснованих на молекуларном датирању, које претпоставља да се мутације јављају у скоро тачном интервалу, тако да разлике између сродних биљака показују када су се разишле. Када је једном представљен као са скоро сатним механизмом у прецизности, последњи метод датирања се све више показује као далеко мање прецизан него што се раније тврдило. Фосил показује отисак који подсећа на стабло биљке и плод. „Воће” је делимично прекривено са око пет режњева, сепалима првобитног цветног пупољка. Овај образац изгледа скоро идентично роду Physalis. На основу локације фосила и других доказа око њега, сматра се да је биљка постојала у умереној кишној шуми близу планине, пре распада последњег "супер континента".
Фосили чувају неколико карактеристика које заједно представљају Physalis. Ово укључује високо надуване, у облику фењера, петоделне, угаоне, правилне чашице које покривају велику, меснату бобицу (плод), заједно са комбинацијом инвагиниране основе, робусних примарних вена које се завршавају на врховима режња и секундарне вене које се рачвају испред синуса. Сва ова запажања наглашавају блиску везу фосила са језгром Physalis.

## Опис
Очувана стабљика је дужине 18,8 мм, а ширине 1 мм. Чашица потпуно окружује бобицу, петерокрака, угаона, делимично отворена на врху, дужине 25,2 мм, а ширине 13,2 мм на холотипу, а 21,6 мм к 17,6 мм  на паратипу. Режњи чашице су једнаке величине, а врхови су оштри троугласти. Бобице су округле, спљоштене и угљенисане од фосилизације, испуњавају целу ширину чашице и изгледају површинским рељефом да се протежу на врху скоро до синуса режња. Семе није сачувано.